# آلو كول
آلو كول (مواليد 5 يوليو 2001) هو لاعب كرة قدم أسترالي يلعب في مركز المهاجم في نادي شتوتغارت.

## وصلات خارجية
- آلو كول على موقع قاعدة بيانات كرة القدم.إي يو (الإنجليزية)
- آلو كول على موقع Soccerway.com (الإنجليزية)
- آلو كول على موقع عالم كرة القدم.نت (الإنجليزية)